# Vulkanisationsbeschleuniger
Ein Vulkanisationsbeschleuniger ist eine chemische Substanz, die in der Gummiindustrie eingesetzt wird, damit die Vulkanisation von Gummi schneller oder bei niedrigeren Temperaturen erfolgt. Eine Vielzahl von Stoffgruppen können als Beschleuniger dienen, am wichtigsten hierbei sind schwefel- und stickstoffhaltige organische Materialien, insbesondere Derivate von Benzothiazol.

## Wirkungsweise
Bei der Vulkanisation wandelt der Beschleuniger den Schwefel in eine Verbindung um, die mit Kautschuk schneller reagiert als der Schwefel selbst. Alternativ kann auch der Beschleuniger zuerst mit dem Kautschuk reagieren und diesen in eine Form überführen, die sich schnell mit Schwefel verbindet.

## Geschichte
Bereits im ursprünglichen Patent des Vulkanisationsverfahrens, das 1844 Charles Goodyear erteilt wurde, werden Verbindungen mit Alkalimetallen als Vulkanisationsbeschleuniger angeführt. Magnesiumoxid, Zinkoxid und basisches Bleicarbonat wurden bis Anfang des 20. Jahrhunderts verwendet, bevor man die Vorteile der organischen Verbindung Anilin entdeckte. Diese wurde einige Jahre später vom weniger toxischen Thiocarbanilid und schließlich um 1925 durch Mercaptobenzothiazol (MBT) abgelöst. Seitdem haben sich Verbindungen auf Basis von MBT besonders bei der Vulkanisation von Synthesekautschuken bewährt.

## Einteilung
Ultrabeschleuniger

Dithiocarbamate, Thiuram-disulfide und -monosulfide, Xanthogenate
Semiultrabeschleuniger / Halbultrabeschleuniger

Mercaptobenzothiazol und Aldehydamin-Kondensationsprodukte
Mäßig starke Beschleuniger

Dibenzothiazyldisulfid, DCBS, Diarylguanidine wie Diphenylguanidin, Arylbiguanide wie o-Tolylbiguanid, Hexamethylentetramin, Aldehydammoniak und die meisten Kondensationsprodukte aus aliphatischen Aldehyden und aromatischen Aminen
Schwache Beschleuniger

Triarylguanidine, Diarylthioharnstoffe und die Kondensationsprodukte aus Formaldehyd und aromatischen Aminen